# مولس (باكينجهامشير)
مولس (بالإنجليزية: Moulsoe)‏ هي قرية وأبرشية مدنية تقع في المملكة المتحدة في إنجلترا. يقدر عدد سكانها بـ 318 نسمة .

## معرض صور

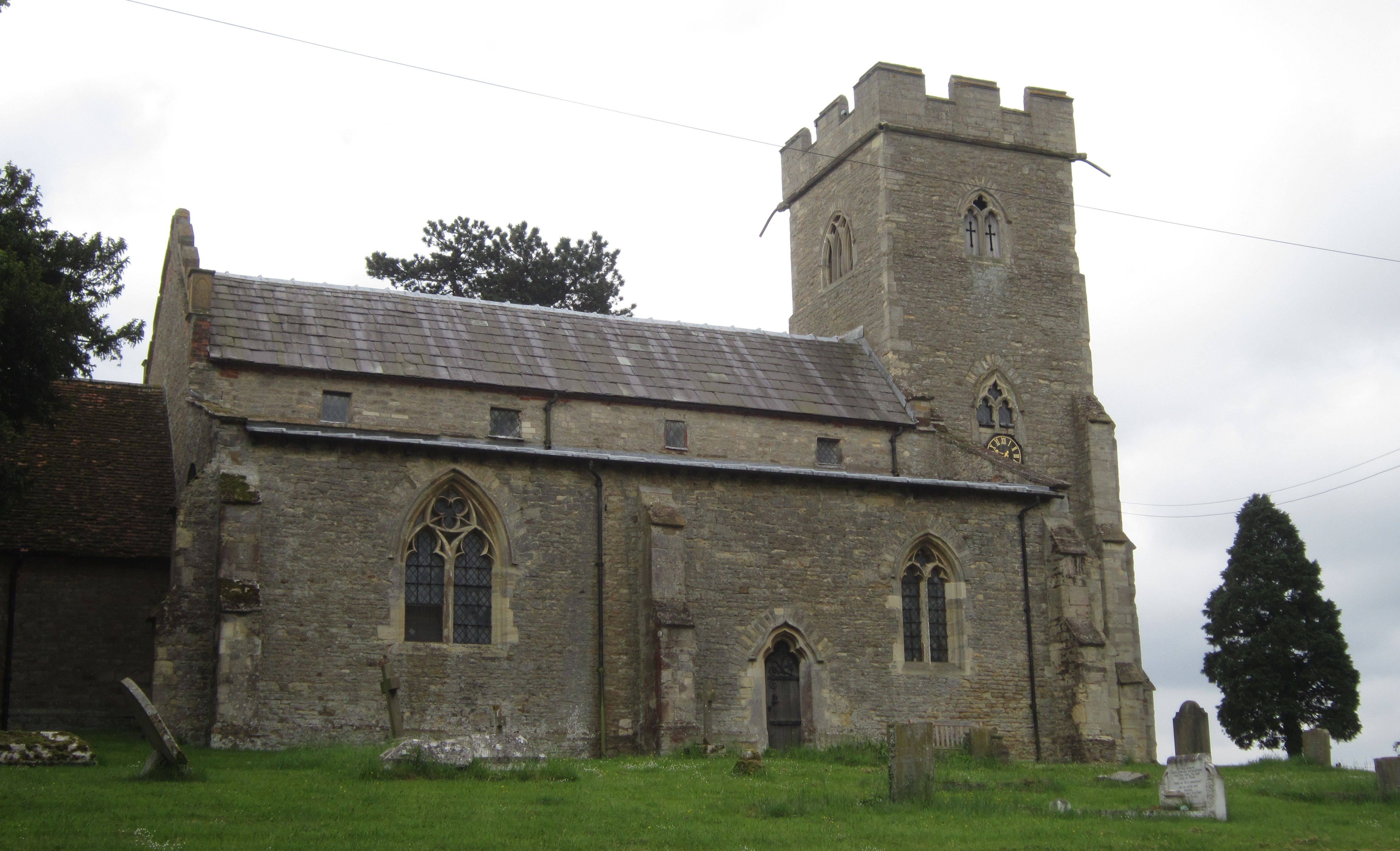
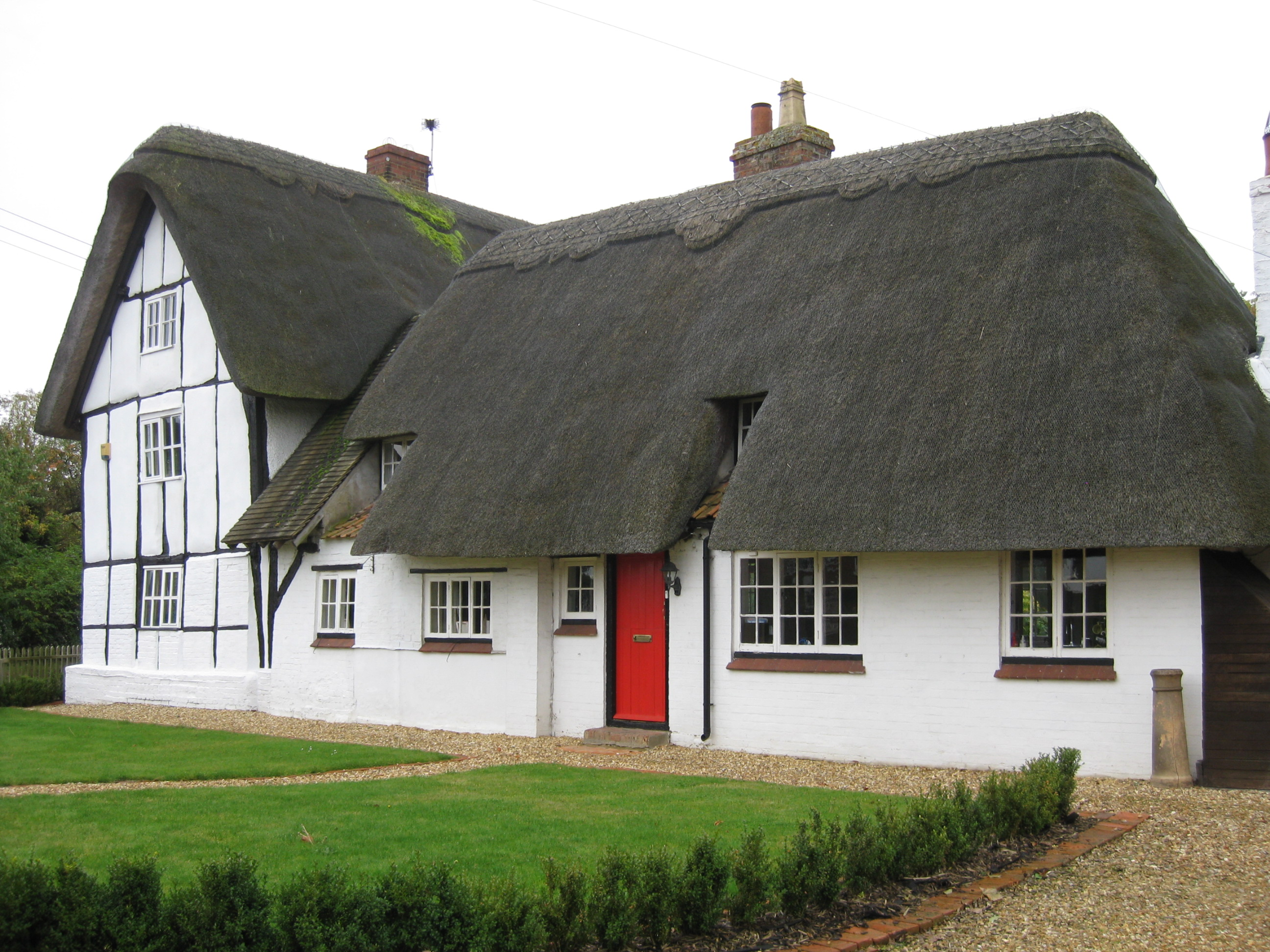
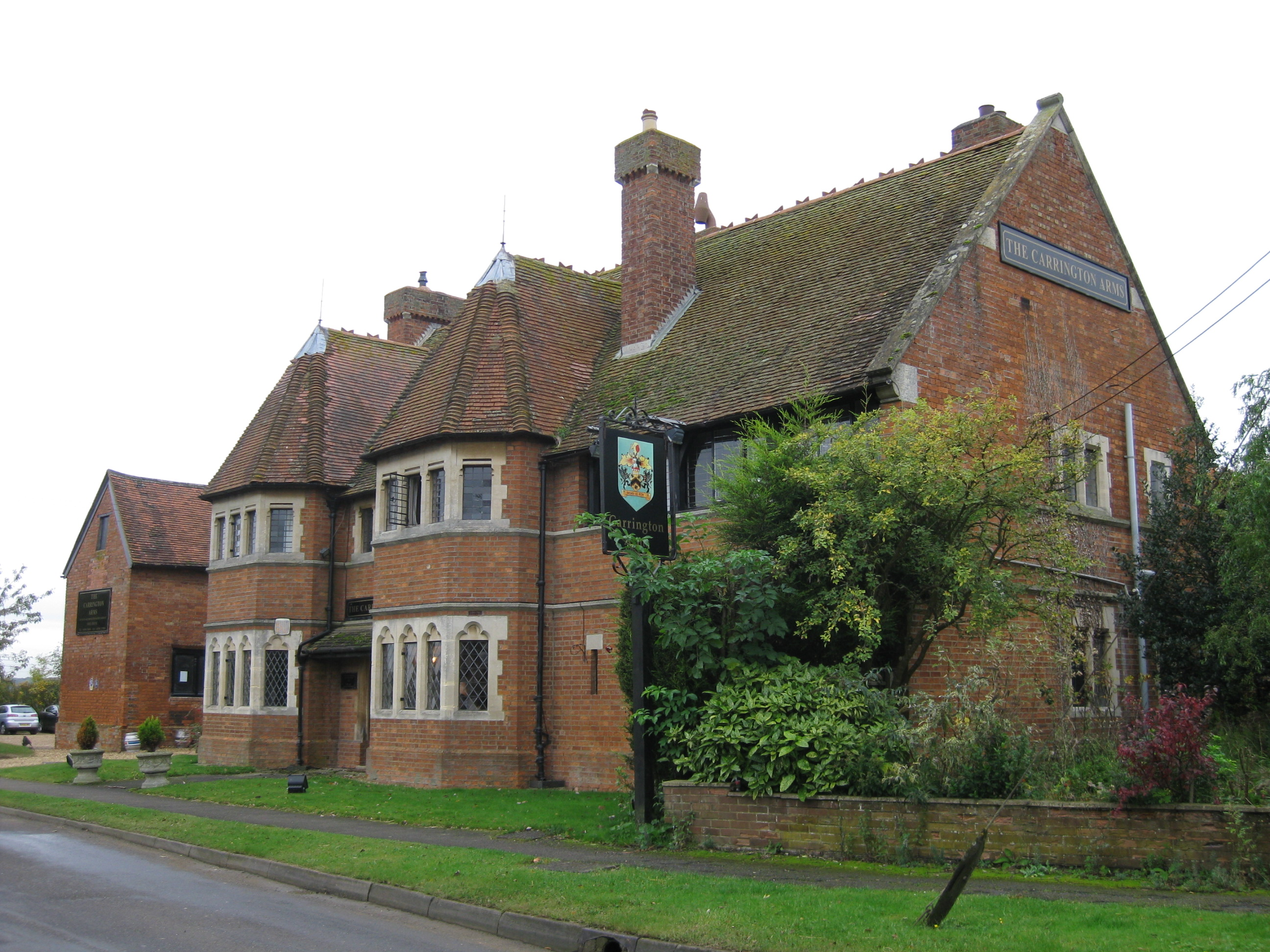